# Улица Джона Маккейна
Улица Джона Маккейна (укр. Вулиця Джона Маккейна) — улица в Печерском районе города Киева, местность Сапёрное поле. Пролегает от Лыбедской площади до бульвара Леси Украинки.
Примыкают улицы Большая Васильковская, Академика Филатова, Дмитрия Годзенка, Чешская, Иоанна Павла II и Дмитрия Дорошенка.

## История

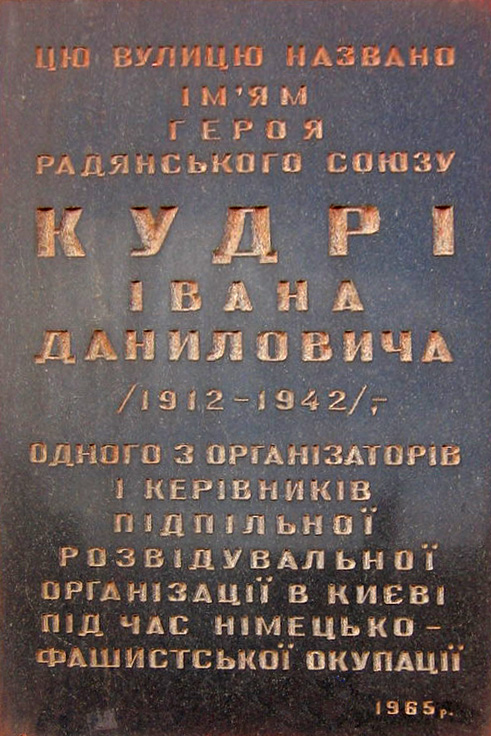
Мемориальная доска в честь Героя Советского Союза И. Д. Кудри.

Улица известна с 1910-х, называлась Боенский (Бойнинский) переулок, из-за городской бойни, которая находилась рядом, с 1940 года Боенская (Бойнинская) улица. С 1963 носила название в честь руководителя киевской подпольной группы чекистов И. Д. Кудри. 3 сентября 2018 президент Украины П. А. Порошенко предложил переименовать в улицу имени сенатора Соединённых Штатов Америки Джона Маккейна (1936—2018), известного, среди прочего, своей поддержкой Украины. 4 апреля 2019 года решением столичного городского совета переименована.

## Учреждения
- Опытный завод электросварочного оборудования Института электросварки имени Е. О. Патона НАН Украины (дом № 5).
- Специализированная школа № 181 имени И. Д. Кудри (дом № 22).
- Таврический национальный университет имени В. И. Вернадского, Киевский колледж городского хозяйства Таврического национального университета имени В. И. Вернадского [5] (дом № 33).